# Jagdgeschwader 76
Das Jagdgeschwader 76 war ein Verband der Luftwaffe der Wehrmacht im Zweiten Weltkrieg. Als Jagdgeschwader, ausgestattet mit Jagdflugzeugen, erst vom Typ Messerschmitt Bf 109E/G verteidigte es zugewiesene Lufträume gegen Einflüge feindlicher Flugzeuge, oder drang in feindliche Lufträume ein, um in sogenannter freier Jagd feindliche Flugzeuge anzugreifen. In seltenen Fällen griff das Geschwader auch mit Bordwaffen Bodenziele an. Das Geschwader, das in zwei organisatorisch völlig unabhängigen Formationen aufgestellt wurde, beteiligte sich am Überfall auf Polen und dem Westfeldzug und nach der Neuaufstellung an der Abwehr der Alliierten Luftlandung bei Arnheim und dem Deutsch-Sowjetischen Krieg. Es wurde am 24. April 1945, noch vor der bedingungslosen Kapitulation der Wehrmacht, aufgelöst.

## Aufstellung

### 1. Formation
Die I. Gruppe bildete sich erstmalig am 1. Mai 1939 in Wien-Aspern (Lage) nach dem neuen Benennungsschema der Luftwaffe aus der I. Gruppe des Jagdgeschwaders 134. Diese erhielt am 4. Juli 1940 die neue Bezeichnung III. Gruppe des Jagdgeschwaders 54.

### 2. Formation
Der Geschwaderstab entstand am 22. Juli 1944 in Malacky (Lage) aus dem Stab des Zerstörergeschwaders 76. Am selben Tag wurde in Bonn-Hangelar (Lage) aus der umbenannten I. Gruppe des Zerstörergeschwaders 76 eine neue I. Gruppe aufgestellt. Die III. Gruppe war die am 24. Juli in Stade (Lage) umbenannte II. Gruppe des Zerstörergeschwaders 1. Eine II. Gruppe existierte nicht.
Das Geschwader flog mit Jagdflugzeugen des Typs Messerschmitt Bf 109 in den Ausführungen E und zuletzt G.
Der Geschwaderstab wurde, noch vor der bedingungslosen Kapitulation der Wehrmacht, am 24. April 1945 aufgelöst. Zuvor war schon am 25. Oktober 1944 die I. Gruppe in die IV. Gruppe des Jagdgeschwaders 300 und die III. Gruppe in die IV. Gruppe des Jagdgeschwaders 53 umgewandelt worden.

## Geschichte

### Überfall auf Polen
Beim deutschen Überfall auf Polen am 1. September 1939 war die I. Gruppe des Geschwaders dem Luftgaukommando VIII der Luftflotte 4 unterstellt und sicherte vom Fliegerhorst Stubendorf () aus rein defensiv den Südosten des Reiches gegen feindliche Einflüge. Ab dem 7. September verlegte die I. Gruppe auf den Fliegerhorst Witkowice, wo sie dem Fliegerführer z.b.V. zugeteilt war, und agierte offensiv über dem südlichen Teil Polens. Zu Beginn standen der I. Gruppe 49 Messerschmitt Bf 109E-1 und E-3 zur Verfügung. In der Ausführung E-3 verfügte die Maschine über einen 12-Zylinder-V-Motor Daimler-Benz DB 601 A-1 mit maximal 990 PS Startleistung, der ihr eine Höchstgeschwindigkeit von 570 km/h verlieh. Als Bewaffnung standen ihr zwei 7,92-mm-MG 17 über dem Motor (je 1000 Schuss) und zwei 20-mm-Maschinenkanonen MG FF in den Tragflächen, außerhalb des Propellerkreises feuernd (je 60 Schuss) zur Verfügung. Die I. Gruppe meldete am Ende des Feldzuges, das sie in freier Jagd und bei Begleitschutzaufgaben sechs polnische Flugzeuge abgeschossen habe.

### Westfeldzug
Ab dem 26. Oktober 1939 wechselte die I. Gruppe nach Westdeutschland, zunächst auf den Fliegerhorst Frankfurt Main (Lage). Als am 10. Mai 1940 der Westfeldzug begann, lag sie auf dem Fliegerhorst Mainz-Finthen (Lage) und war dem Stab des Jagdgeschwaders 2 unterstellt, das wiederum dem Jagdfliegerführer 3 der Luftflotte 3 angehörte. Mit 46 vorhandenen Messerschmitt Bf 109E flog es in den ersten Tagen Jagdschutz über der Panzergruppe Kleist, die auf Sedan an der Maass zustrebte. Diese Bewegung mündete ab dem 13. Mai in die Schlacht bei Sedan, bei der es auch zu Luftkämpfen zwischen französischen/britischen und deutschen Fliegern kamen. Die I. Gruppe meldete allein für den 14. Mai 10 Abschüsse. Im weiteren Feldzugsverlauf flog die I. Gruppe Begleitschutz für die Kampfflieger und Sturzkampfflieger des II. Fliegerkorps, bevor sie ab dem 24. Mai bei der Schlacht von Dünkirchen zum Einsatz kam. Bei dem am 3. Juni durchgeführten Unternehmen Paula, übernahm sie Begleitschutzaufgaben für die Bomber die den Raum Reims/Epernay angriffen. Anschließend wurde die I. Gruppe dem Stab des Jagdgeschwaders 54 unterstellt. Bis zum 19. Juni kam es noch zu Luftkämpfen, bevor der Feldzug mit dem Waffenstillstand von Compiegne am 22. Juni 1940 endete. Die I. Gruppe hatte insgesamt 69 Abschüsse gemeldet, bei 13 eigenen Flugzeugverlusten. Am 5. Juli 1940 erhielt die I. Gruppe die neue Bezeichnung II. Gruppe des Jagdgeschwaders 54.

### Neuaufstellung 1944
Im Juli 1944 erhielt der auf dem slowakischen Fliegerhorst Malacky liegende Geschwaderstab des Zerstörergeschwader 76 die neue Bezeichnung Geschwaderstab Jagdgeschwader 76. Zeitgleich bildete sich in Bonn Hangelar aus der I. Gruppe des Zerstörergeschwaders 76 die neue I. Gruppe des Jagdgeschwaders 76. Die neue III. Gruppe war die in Stade umbenannte II. Gruppe des Zerstörergeschwaders 1. Das Geschwader war überwiegend mit der Messerschmitt Bf 109G-6 und G-14 ausgestattet. Die G-6 verfügte über einen 12-Zylinder-V-Motor Daimler-Benz DB 605 A mit maximal 1085 kW (1475 PS) Startleistung, der dem Jäger eine Höchstgeschwindigkeit von 630 km/h verlieh, mit einer Bewaffnung von zwei 13-mm-MG-131 (je 300 Schuss) über dem Motor, ein durch die Propellernabe feuerndes 20-mm-MG 151/20 (200 Schuss) und verschiedene Rüstsätze für Unterflügelrohrwaffen. Die G-14 war ähnlich ausgerüstet, hatte aber ein vergrößertes Seitenleitwerk aus Holz und Motoren die standardmäßig mit MW-50-Zusatzeinspritzung ausgerüstet waren.
Der erste größere Einsatz des Geschwaders erfolgte gegen die alliierte Operation Market Garden, als am 17. September und in den Folgetagen tausende alliierte Fallschirmjäger im Raum um das deutschbesetzte Nimwegen und Arnheim abgesetzt wurden. Bis Anfang Oktober führte das Geschwader in diesem Raum Luftkämpfe mit Spitfire der kanadischen No 412 und No 443 Squadron.
Im Oktober erhielt die I. Gruppe die neue Bezeichnung IV. Gruppe des Jagdgeschwaders 300 und schied damit aus dem Geschwaderverband aus. Ebenso die III. Gruppe die am 25. Oktober in die IV. Gruppe des Jagdgeschwaders 53 umgewandelt wurde. Der Geschwaderstab blieb indessen bis zum 24. April 1945 bestehen und führte verschiedene Jagdverbände. So war er am 9. April dem I. Fliegerkorps der Luftflotte 4 unterstellt und intervenierte im Deutsch-Sowjetischen Krieg im Bereich der Heeresgruppe Süd.

## Kommandeure

### Geschwaderkommodore
| Dienstgrad | Name           | Zeit                               |
| ---------- | -------------- | ---------------------------------- |
| Major      | Anton Hackl    | 6. August 1944 bis 6. Oktober 1944 |
| Major      | Ernst Düllberg | 7. Oktober 1944 bis 24. April 1945 |

### Gruppenkommandeure
I. Gruppe
- Hauptmann Wilfried von Müller-Rienzburg, 1. Mai 1939 bis 10. Januar 1940[24]
- Major Günther Blumensaat, 10. Januar 1940 bis 15. Februar 1940[25]
- Oberstleutnant Richard Kraut, 20. Februar 1940 bis 4. Juli 1940[26]
- Hauptmann Heinrich Offterdinger, 22. Juli 1944 bis 25. Oktober 1944[27]

III. Gruppe
- Hauptmann Egon Albrecht, 24. Juli 1944 bis 25. August 1944[28]
- Hauptmann Hans Morr, August 1944 bis 24. Oktober 1944[29]

## Bekannte Geschwaderangehörige
- Franz Eckerle (1912–1942), war ein deutscher Kunstflieger
- Dietrich Adolf Hrabak (1914–1995), war 1970, als Generalmajor der Luftwaffe der Bundeswehr, General der Kampfverbände im Luftwaffenamt
- Gustav Rödel (1915–1995), war von 1968 bis 1971, als Brigadegeneral der Luftwaffe der Bundeswehr, Befehlshaber des Alliierten Luftverteidigungssektors 2